# منتخب السويد لكرة اليد للناشئين
منتخب السويد لكرة اليد للناشئين (بالسويدية: Sveriges U21-herrlandslag i handboll)‏ هو ممثل السويد الرسمي في المنافسات الدولية في كرة اليد للناشئين
.